# Bong Joon-ho
Bong Joon-ho (봉준호), ofta Bong Joon Ho i västerländsk media, född 14 september 1969 i Daegu, är en sydkoreansk filmregissör. Bong långfilmdebuterade år 2000 och gjorde snabbt avtryck både i hemlandet och internationellt med sin sarkastiska humor.
Han fick stora internationella framgångar med sin andra långfilm, seriemördarthrillern Memories of Murder från 2003. I The Host från 2006 kombinerade han genrekonventioner från asiatisk monsterfilm med humoristisk samhällssatir. Dramat Madeo från 2009 hade premiär i avdelningen Un certain regard vid filmfestivalen i Cannes. Bongs femte långfilm, Snowpiercer från 2013, var Sydkoreas dyraste filmproduktion dittills. Filmen är på engelska och spelades in i Europa.
Med filmen Parasit blev Bong Joon-ho flerfaldigt historisk genom att den blev första sydkoreanska film som erövrade Guldpalmen, första sydkoreanska film som Oscarsbelönades samt den första icke-engelskspråkiga film som tilldelats en Oscar för bästa film.

## Filmer i urval
- Barking Dogs Never Bite (Peullandaseu-ui Gae) (2000)
- Memories of Murder (Salinui chueok) (2003)
- The Host (Goemul) (2006)
- "Shaking Tokyo" i antologin Tokyo! (2008)
- Mother (Madeo) (2009)
- Snowpiercer (2013)
- Okja (2017)
- Parasit (2019)
- Mickey 17 (2025)